# Мелито ди Порто Салво
Мелито ди Порто Салво (итал. Melito di Porto Salvo) је насеље у Италији у округу Ређо ди Калабрија, региону Калабрија.
Према процени из 2011. у насељу је живело 9663 становника. Насеље се налази на надморској висини од 16 м.

## Становништво
Према резултатима пописа становништва 2011. у општини је живело 11.115 становника.
| 1951. | 1961. | 1971. | 1981. | 1991.  | 2001.  | 2011.  |
| ----- | ----- | ----- | ----- | ------ | ------ | ------ |
| 8.704 | 8.756 | 8.782 | 9.237 | 10.727 | 10.506 | 11.115 |